# Rhodospatha densinervia
Rhodospatha densinervia — вид квіткових рослин родини ароїдних. Його батьківщиною є Колумбія та Еквадор.